# A Galinha e o Porco
A fábula da Galinha e o Porco é sobre o compromisso com um projeto ou causa.

## História
Há variantes de como uma galinha e um porco se conhecem e o nível da relação entre os dois.
Entretanto, em toda variante, a galinha sugere que os dois se unam em um esquema que envolve presunto (ou bacon) e ovos (alguns sugerem um café da manhã, outros sugerem um restaurante). Em resposta, o porco sempre observa que, para a galinha, apenas uma contribuição é requerida (pois uma galinha pode simplesmente por um ovo e então voltar às suas atividades normais), enquanto para o porco um "comprometimento total" (ou sacrifício total) é necessário (pois para fazer o presunto ou o bacon, os porcos devem ser abatidos).

## Interpretação e lições

### Gerenciamento de projetos Ágil
Esta fábula está relacionada com a definição de dois tipos de membros do projeto pelo sistema de gerenciamento ágil do scrum: porcos, que são totalmente comprometidos com o projeto e responsáveis por seu resultado, e galinhas, que consultam o projeto e são informados do seu progresso. Por extensão, um galo, ou galo de briga, pode ser definido com uma pessoa que escora-se ao redor, oferecendo opiniões desinformadas e inúteis.
Um projeto bem sucedido precisa tanto de galinhas e porcos (galos são vistos como improdutivos). No entanto, dado o sacrifício necessário de ser um porco - parar outros projetos e oportunidades - eles podem ser difíceis de coletar. Assim, a construção de um time de projeto bem sucedido deve garantir que o projeto tenha "porcos" suficientes e que eles estejam habilitados a conduzirem o projeto em troca de comprometer-se a tomar responsabilidade por isso.

### Esportes
A fábula também é usada em como uma analogia para os níveis de compromisso como um jogo, equipes e etc. Por exemplo, variações desta citação foram atribuídas ao treinador de futebol Mike Leach aos funcionários no jogo Tech-Texas de 2007, em Austin:
"É um pouco parecido com café da manhã. Você come presunto e ovos. Como treinadores e jogadores, somos parecidos com o presunto. Você vê, a galinha está envolvida mas o porco está comprometido. Somos parecidos com o porco, eles são como a galinha. Eles estão envolvidos, mas tudo que temos monta-se nisso."

## Crítica
A analogia tem sido criticada por não ser adequada. Membros "Porcos" da equipe não são literalmente sacrificados para produzir o produto e não estão necessariamente em risco financeiro ou material. Da mesma forma, os membros "galinhas" da equipe podem executar funções essenciais para o sucesso do projeto, apesar da caracterização de eles serem somente envolvidos. 
Essa "estratégia de motivação" é usada para justificar sacrifícios que podem ser considerados como exploração por parte do "Galo", demonstrando quanto, para ele, o projeto é mais importante que sua vida. Rotineiramente o "Porco" sai vivo ao termino do projeto, mas sacrifica sua saúde, vida pessoal, social e familiar.